# Spencerhydrus latecinctus
Spencerhydrus latecinctus är en skalbaggsart som beskrevs av Sharp 1882. Spencerhydrus latecinctus ingår i släktet Spencerhydrus och familjen dykare. Inga underarter finns listade i Catalogue of Life.